# Rick Lanz
Richard "Rick" Lanz (* 16. září 1961 v Karlových Varech, Československo) je bývalý kanadský hokejový obránce.
Do roku 1968 žil v Československu, poté jeho rodina emigrovala kvůli invazi sovětských vojsk do země.

## Reprezentace
Český rodák nastoupil za Kanadu na dvou turnajích - mistrovství světa do 20 let 1980 ve Finsku (5. místo, zastával funkci kapitána mužstva) a mistrovství světa 1983 v SRN (bronz). V sezoně 1991/92 si čtyřikrát zahrál za reprezentaci při přípravě na olympijský turnaj, na ten však nominován nebyl.

### Reprezentační statistiky
| 1980 | Kanada 20 | MS 20 | 5 | 0 | 1 | 1 | 6 |
| 1983 | Kanada    | MS    | 6 | 0 | 2 | 2 | 2 |

## Klubová kariéra
Lanz začal s hokejem v deseti letech v Londonu v provincii Ontario, kde jeho rodina žila. Jako patnáctiletý odehrál sezonu za Burlington Cougars v juniorské soutěži OHA - B. V letech 1977-80 nastupoval v juniorské Quebec Major Junior Hockey League za Oshawa Generals. V roce 1980 jej draftoval na celkové 7. pozici klub NHL Vancouver Canucks, za který pak nastupoval až do průběhu ročníku 1986/87, kdy byl vyměněn do Toronto Maple Leafs, kde hrál do roku 1989. Sezonu 1989/90 odehrál ve švýcarské lize za HC Ambrì-Piotta. V letech 1990-93 nastupoval v nižší severoamerické lize IHL za Indianapolis Ice, Phoenix Roadrunners a Atlanta Knights. V ročníku 1991/92 vypomohl 6. října celku Chicago Blackhawks v utkání proti New Jersey Devils, bylo to jeho poslední utkání v NHL.
Po ukončení aktivní kariéry v roce 1993 pokračoval jako trenér v nižších a juniorských soutěžích. Již v Indianapolis Ice byl hrajícím asistentem trenéra, později vedl South Surrey Eagles (BCHL - 1996/97), Tri-City Americans (WHL - 1997/98), Langley Hornets (BCHL - 1998-2001, 2003/04) a Burnaby Express (BCHL - 2005/06).
Dnes působí jako skaut klubu Colorado Avalanche.

## Statistika
- Debut v NHL - 10. října 1980 (VANCOUVER CANUCKS - Detroit Red Wings)

| Sezona       | Klub                | Soutěž       | Základní část | Základní část | Základní část | Základní část | Základní část | Play off | Play off | Play off | Play off | Play off |
| Sezona       | Klub                | Soutěž       | Z             | G             | A             | B             | TM            | Z        | G        | A        | B        | TM       |
| ------------ | ------------------- | ------------ | ------------- | ------------- | ------------- | ------------- | ------------- | -------- | -------- | -------- | -------- | -------- |
| 1976/77      | Burlington Cougars  | OHA - B      | 45            | 10            | 25            | 35            | 28            | —        | —        | —        | —        | —        |
| 1977/78      | Oshawa Generals     | QMJHL        | 65            | 1             | 41            | 42            | 51            | 6        | 0        | 2        | 2        | 4        |
| 1978/79      | Oshawa Generals     | QMJHL        | 65            | 12            | 47            | 59            | 88            | 5        | 1        | 3        | 4        | 14       |
| 1979/80      | Oshawa Generals     | QMJHL        | 52            | 18            | 38            | 56            | 51            | 7        | 2        | 3        | 5        | 6        |
| 1980/81      | Vancouver Canucks   | NHL          | 76            | 7             | 22            | 29            | 40            | 3        | 0        | 0        | 0        | 4        |
| 1981/82      | Vancouver Canucks   | NHL          | 39            | 3             | 11            | 14            | 48            | —        | —        | —        | —        | —        |
| 1982/83      | Vancouver Canucks   | NHL          | 74            | 10            | 38            | 48            | 46            | 4        | 2        | 1        | 3        | 0        |
| 1983/84      | Vancouver Canucks   | NHL          | 79            | 18            | 39            | 57            | 45            | 4        | 0        | 4        | 4        | 2        |
| 1984/85      | Vancouver Canucks   | NHL          | 57            | 2             | 17            | 19            | 69            | —        | —        | —        | —        | —        |
| 1985/86      | Vancouver Canucks   | NHL          | 75            | 15            | 38            | 53            | 73            | 3        | 0        | 0        | 0        | 2        |
| 1986/87      | Vancouver Canucks   | NHL          | 17            | 1             | 6             | 7             | 10            | —        | —        | —        | —        | —        |
|              | Toronto Maple Leafs | NHL          | 44            | 2             | 19            | 21            | 32            | 13       | 1        | 3        | 4        | 27       |
| 1987/88      | Toronto Maple Leafs | NHL          | 75            | 6             | 22            | 28            | 65            | 1        | 0        | 0        | 0        | 2        |
| 1988/89      | Toronto Maple Leafs | NHL          | 32            | 1             | 9             | 10            | 19            | —        | —        | —        | —        | —        |
| 1989/90      | HC Ambrì-Piotta     | SWI          | 36            | 4             | 14            | 18            |               | —        | —        | —        | —        | —        |
| 1990/91      | Indianapolis Ice    | IHL          | 8             | 0             | 5             | 5             | 18            | —        | —        | —        | —        | —        |
| 1991/92      | Chicago Blackhawks  | NHL          | 1             | 0             | 0             | 0             | 2             | —        | —        | —        | —        | —        |
|              | Phoenix Roadrunners | IHL          | 38            | 7             | 14            | 21            | 21            | —        | —        | —        | —        | —        |
| 1992/93      | Atlanta Knights     | IHL          | 25            | 6             | 12            | 18            | 30            | —        | —        | —        | —        | —        |
| Celkem v NHL | Celkem v NHL        | Celkem v NHL | 569           | 65            | 221           | 286           | 448           | 28       | 3        | 8        | 11       | 35       |

## Zajímavost
Mluvil plynně česky, takže ve Vancouveru působil na začátku 80. let i jako tlumočník pro duo Jiří Bubla a Ivan Hlinka.